# Chlói (ort i Grekland, Västra Makedonien)
Chlói (Chloi, Neon Tsiflikion) är en ort i Grekland.   Den ligger i prefekturen Nomós Kastoriás och regionen Västra Makedonien, i den norra delen av landet, 400 km nordväst om huvudstaden Aten. Chlói ligger 614 meter över havet och antalet invånare är 3 079. Den ligger vid sjön Límni Kastorías.
Terrängen runt Chlói är kuperad åt nordost, men åt sydväst är den platt.Runt Chlói är det ganska glesbefolkat, med 23 invånare per kvadratkilometer. Närmaste större samhälle är Kastoria, 2,0 km söder om Chlói. Trakten runt Chlói består till största delen av jordbruksmark.